# 日本きりえ協会
日本きりえ協会（にほんきりえきょうかい）は、切り絵作家・愛好者たちの団体である。表記を「きりえ」・「KIRIE」としている。

## 沿革
- 1978年、きり絵作家の加藤義明・金子静枝・滝平二郎・山下南風を始めとした切り絵の作家や愛好者たちが集まって東京都に全国組織の日本きりえ協会を設立[1][2][3]。
- 同年夏に、公募の「日本きりえ美術展」などを開き、現在も同展覧会を主催している[1][4]。
- 2022年、第45回日本きりえ美術展・記念展を東京都美術館で開催予定。

## 所在地
〒111-0036　東京都台東区松が谷二丁目5-4 ベルメゾン上野松が谷204

## 主な協会員
- 木本有太可
- 前田尋
- 杉浦正道
- 児島壽美滋
- 坂部信子
- 保坂稔[5]

## 外部サイト
- 日本きりえ協会